# Batalla de Mobila
La batalla de Mobila (actual Mobile, Alabama) fue la contraofensiva militar de Gran Bretaña para recapturar esta ciudad, tomada por el ejército español en el marco de la guerra de Independencia de los Estados Unidos tras la batalla del Fuerte Charlotte.

## Preludio

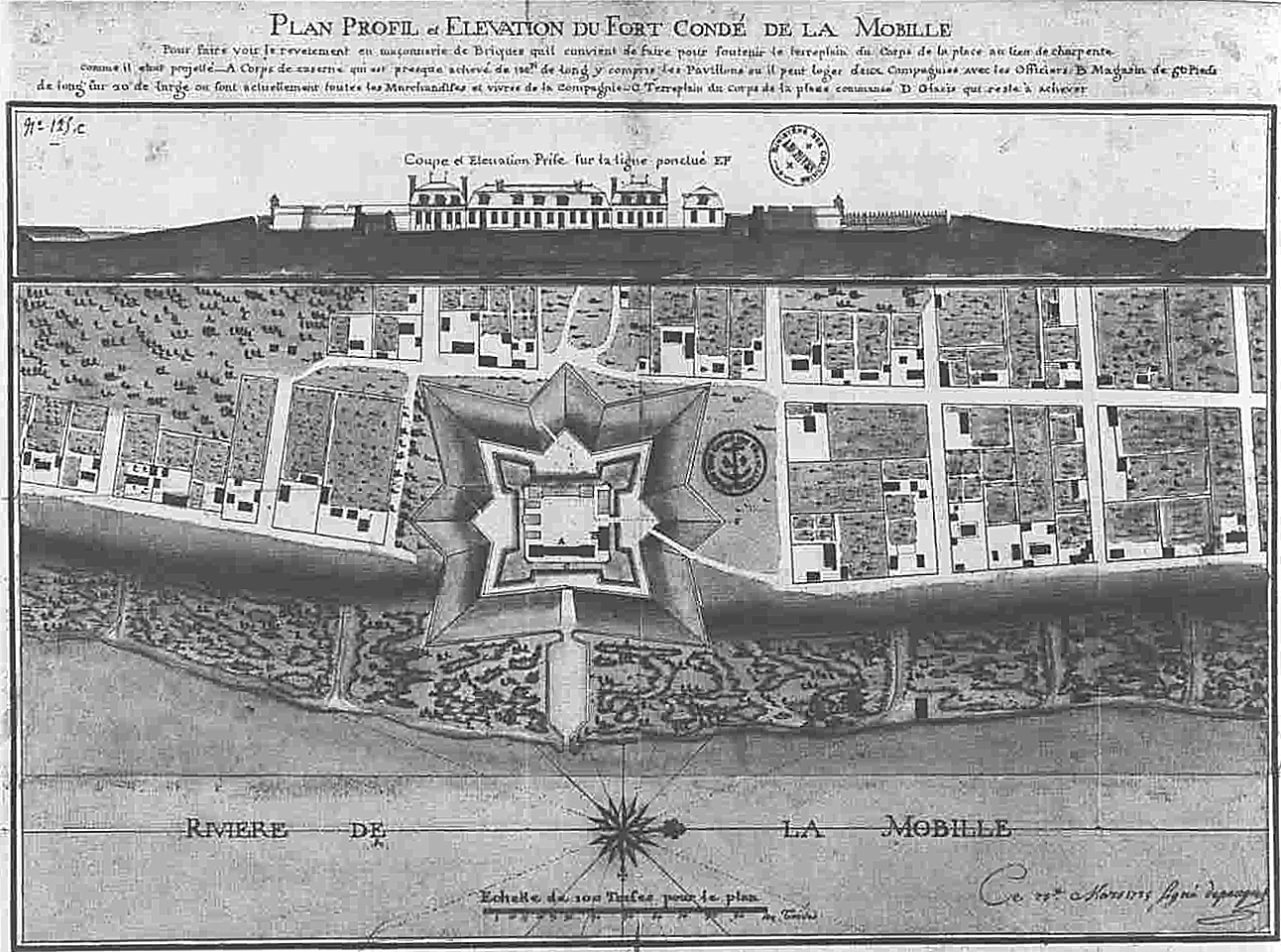
Fuerte Condé en 1725.

Las autoridades españolas desde la Capitanía General de Cuba habían enviado el 8 de diciembre de 1780 fuerzas adicionales a Mobila con la intención de que la guarnición española de la ciudad pudiera aguantar el tiempo que fuera necesario ante un previsible contraataque británico. Sin embargo, el capitán del convoy encargado de enviar los refuerzos, al encontrarse que los bancos de arena de la boca del Misisipi habían cambiado de sitio después del último huracán, dio órdenes de regresar a La Habana sin desembarcar a las tropas.

## La batalla
El 3 de enero de 1781 partió hacia Mobila un destacamento británico al mando del coronel von Hanxleden. Tenía planeado realizar un ataque sorpresa apoyado por los buques Mentor y Hound.
El 7 de enero, al alba, se produjo el ataque británico al puesto avanzado de Mobila (en la actual Spanish Fort). Cogió por sorpresa a la defensa española que dejó acercarse a los británicos tomándolos por españoles. Al darse cuenta del ataque, los españoles rechazaron a los británicos a bayoneta calada, cayendo muerto el coronel británico.
Los británicos, después de la muerte de von Hanxleden, y calculando las cuantiosas pérdidas en hombres y oficiales, se retiraron a su base principal en Panzacola (renombrada a Pensacola por los ingleses).

## Consecuencias
El gobernador de la Luisiana Española, mariscal de campo Bernardo de Gálvez, retomaría Pensacola ese mismo año tras la batalla de Pensacola, dando por finalizada la reconquista española de las Floridas.
Oficialmente se confirmaría la devolución de las dos Floridas a la Corona española en el Tratado de París de 1783.